# Amherst, Maine
Amherst är en kommun i Hancock County i delstaten Maine, USA.